# 桂鯛介
桂 鯛介（かつら たいすけ、1980年4月26日 - ）は、大阪府出身の元上方落語家。本名は平尾 剛。
大阪芸術大学文芸学科を卒業後、石垣島で食堂を営む。2011年（平成23年）2月1日 に4代目桂塩鯛に入門。4番弟子となる。同年5月20日に初舞台。2014年6月廃業。